# Manon Barbeau
Pour les articles homonymes, voir Barbeau.
Manon Barbeau, née le 8 mai 1949 à Montréal, est une cinéaste canadienne travaillant dans le domaine du documentaires.
Elle est une des cofondatrices du Wapikoni mobile et de Musique nomade. 

## Biographie
En 2003, Manon Barbeau fonde Vidéo Paradiso, studio mobile destiné aux jeunes de la rue (117 courts métrages) et le Wapikoni mobile, cofondé avec le Conseil de la Nation atikamekw, le Conseil des jeunes des Premières Nations et le soutien de l’Office national du film du Canada. 
Manon Barbeau est nommée Fellow d'Ashoka en 2009, reçoit le prix Reconnaissance UQAM en 2010, le prix Excellence TELUS et le prix Femme d'affaires du Québec/OBNL en 2012. Elle est nommée officière de l'Ordre national du Québec en 2014 et reçoit également le prix Albert-Tessier en 2014, la plus haute récompense en matière de cinéma au Québec. Elle est présidente de l’Observatoire du documentaire du Canada de 2006 à 2008 et siège à titre de présidente de Culture Montréal. En décembre 2016, Manon Barbeau reçoit la nomination à titre de membre de l'Ordre du Canada par son excellence le très honorable David Johnston, gouverneur général du Canada. Elle est également nommée Mentore Trudeau 2017 par la Fondation Pierre Elliott Trudeau.
En 2017, elle est nommée chevalière de l'Ordre de Montréal pour son parcours cinématographique et son implication sociale.
L'année 2018 est tout aussi prolifique : l'Ordre des arts et des lettres du Québec, la médaille hommage du 50e anniversaire du ministère des Relations internationales et de la Francophonie (MRIF) afin de « souligner la contribution au rayonnement international du Québec, notamment grâce au projet de studios ambulants Wapikoni mobile ». Elle reçoit aussi le prix Unesco - Madanjeet Singh pour la promotion de la Tolérance et la Non-violence. 
Manon Barbeau siège sur le conseil d'administration du Centre d'innovation des premiers peuples et siège actuellement sur le Conseil d'administration du Wapikoni et est présidente du conseil d'administration de Musique nomade. En 2021, Manon Barbeau est élue présidente de la Cinémathèque québécoise.

## Filmographie

### Documentaires
- 1972-1991 : Quelque 200 scénarios – Télé-Québec
- 1975 : Comptines
- 1981 : Nous sommes plusieurs beaucoup de monde
- 1990 : Le Marché du couple (1990)
- 1991 : Un amour naissant
- 1991 : Merlyne (du roman Merlyne de Manon Barbeau, Éditions du Boréal)
- 1994 : Tristan et Juliette ou l’amour en l’an 2000
- 1996 : Les Enfants d’abord
- 1997 : D’amour et d’amertume – Raymond Lévesque
- 1998 : Les Enfants de Refus global
- 1999-2004 : 117 courts métrages – Vidéo Paradiso
- 1999 : L'armée de l'ombre
- 2000 : Barbeau, libre comme l'art
- 2001 : Alain Dubreuil, artiste-démolisseur
- 2004-2013 : 550 courts métrages – Wapikoni mobile
- 2004 : L'amour en pen
- 2004 : De mémoire de chats - Les ruelles
- 2006 : VLB du bord des bêtes
- 2007 : Un cri au bonheur
- 2010 : Wapikoni, escale à Kitcisaki
- 2013 : La Saison des cerfs-volants
- 2019-2020 : "Funambule"

## Honneurs

### Décorations
- Chevalière des Arts et des Lettres de la République française.
- Prix UNESCO - Madanjeet Singh pour la promotion de la Tolérance et la Non-violence en 2018
- Médaille hommage du 50ème anniversaire du Ministère des Relations internationales et de la Francophonie en 2018
- Insigne de Chevalier dans l'Ordre des arts et des lettres du Québec en 2018
- Membre de l'Ordre du Canada
- Ordre national du Québec Officière en 2014
- Chevalière de l’Ordre de Montréal en 2017[6]
- Compagne de l'Ordre des arts et des lettres du Québec en 2018

### Récompenses diverses
- Doctorat Honoris causa, Université du Québec en Abitibi-Témiscamingue, 2020[10].
- Mentore Trudeau 2017, Fondation Pierre Elliott Trudeau;
- Prix Albert-Tessier 2014[11];
- Honorée à l’UNESCO à Paris du 7 au 21 mars 2014. Représente le Canada lors d’une exposition qui célébrait le travail exceptionnel de 9 femmes artistes provenant de neuf pays.
- Mention spéciale Entrepreneur social, concours, Ernst & Young Canada 2014;
- Prix excellence communautaire TELUS 2012;
- Prix d’honneur du Festival Plural + organisé par l’Alliance des civilisations des Nations unies (UNAOC) et l’Organisation internationale pour les migrations (IOM), pour l’ensemble de son œuvre;
- Prix Femmes d'affaires 2012 (catégorie OBNL) du Réseau des femmes d’affaires du Québec;
- Personnalité de la semaine La Presse/Radio-Canada, avril 2012;
- Mise en nomination Personnalité internationale 2012 au Prix du CÉRIUM internationale 2012 au Prix du CÉRIUM Radio-Canada Nations unies;
- Prix du Conseil des Arts 2012, catégorie cinéma « pour l’excellence des projets artistiques issus de cette initiative; le support accordé aux jeunes artistes issus de la diversité; l’extension de projets et d’actions sur la scène montréalaise; la résilience et le dynamisme dont les responsables ont fait et font toujours preuve »;
- Prix Reconnaissance UQÀM 2010 pour l'ensemble de sa carrière de cinéaste et son engagement auprès des jeunes autochtones;
- Fellow Ashoka Canada en 2009, organisme international qui soutient 2 000 entrepreneurs sociaux innovants dans le but d'augmenter leur impact sur la société;
- Siège au conseil d’administration de Culture Montréal en 2010; Élue présidente en 2014;
- Présidente de l’Observatoire du documentaire du Canada de 2006 à 2008;
- Présidente de la Cinémathèque québécoise en 2021.